# Polábek
Polábek je jedno z mrtvých ramen řeky Labe vzniklé při napřimování toku Labe v dvacátých letech 20. století. Nalézá se asi 0,5 km východně od centra obce Semín v okrese Pardubice. V letech 1996–2001 byla provedena jeho revitalizace (zavodnění) v rámci výstavby autokempu Semín. Polábek je využíván jako rybářský revír místní organizací Přelouč Českého rybářského svazu.

## Galerie

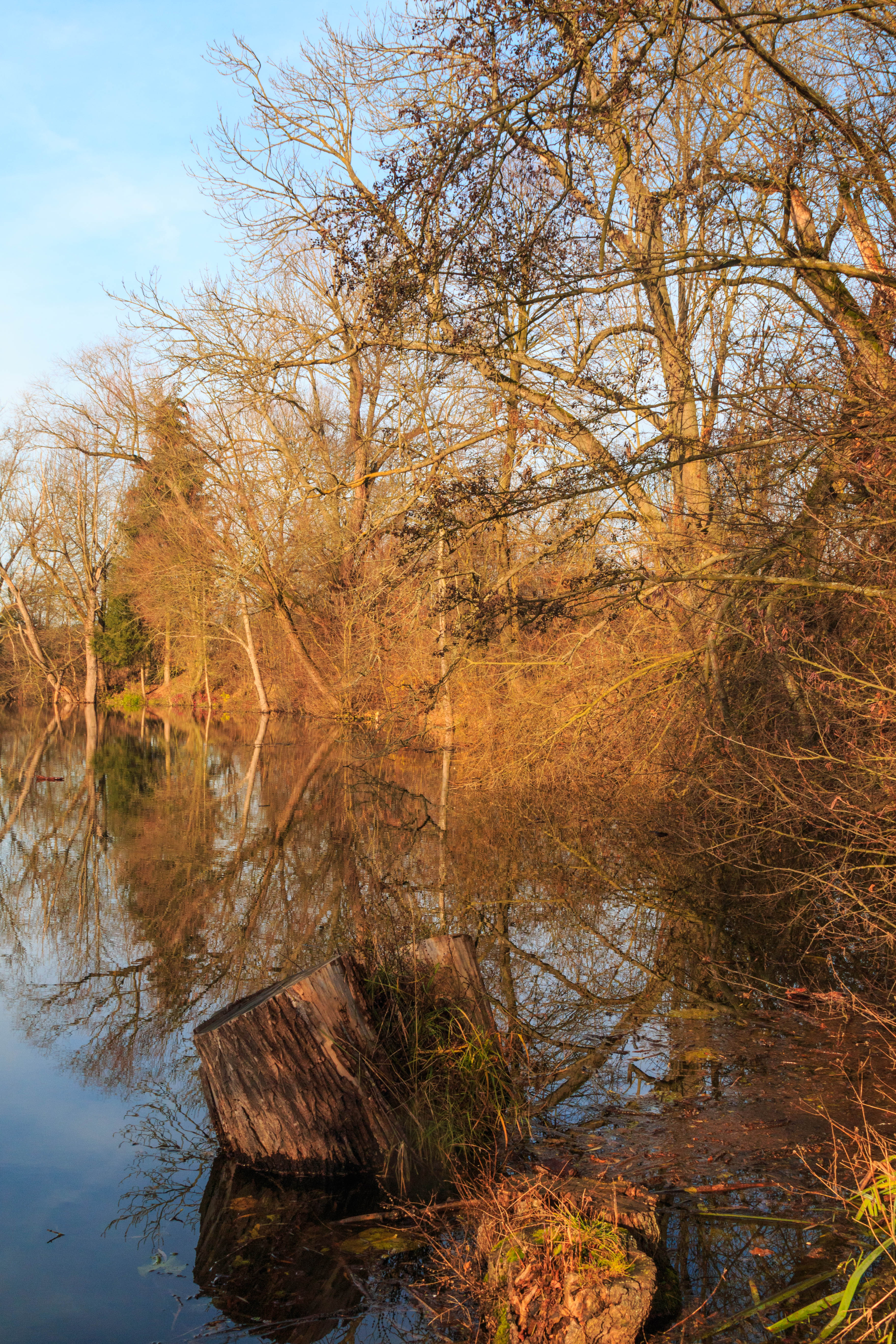
mrtvé rameno Polábek
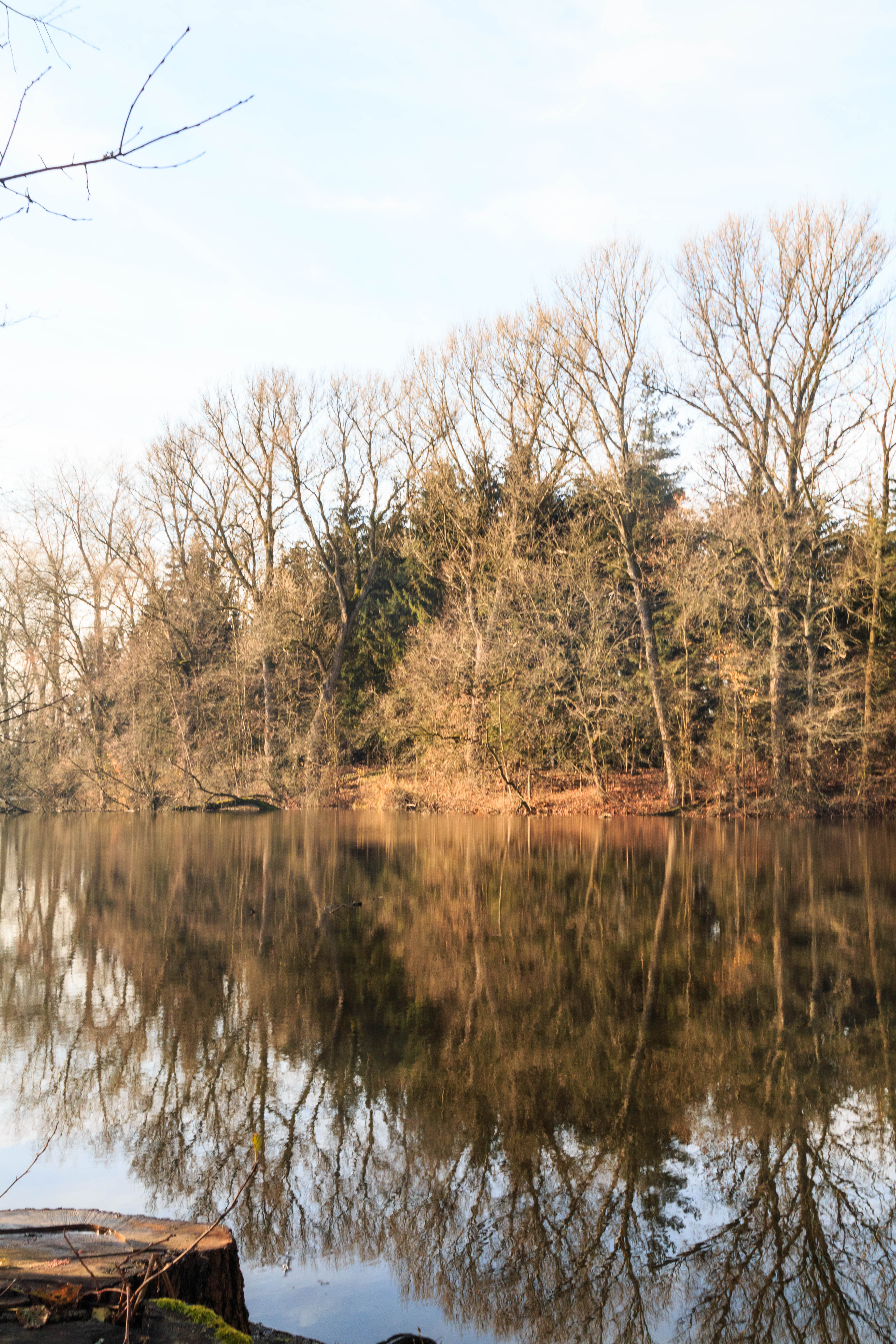
mrtvé rameno Polábek
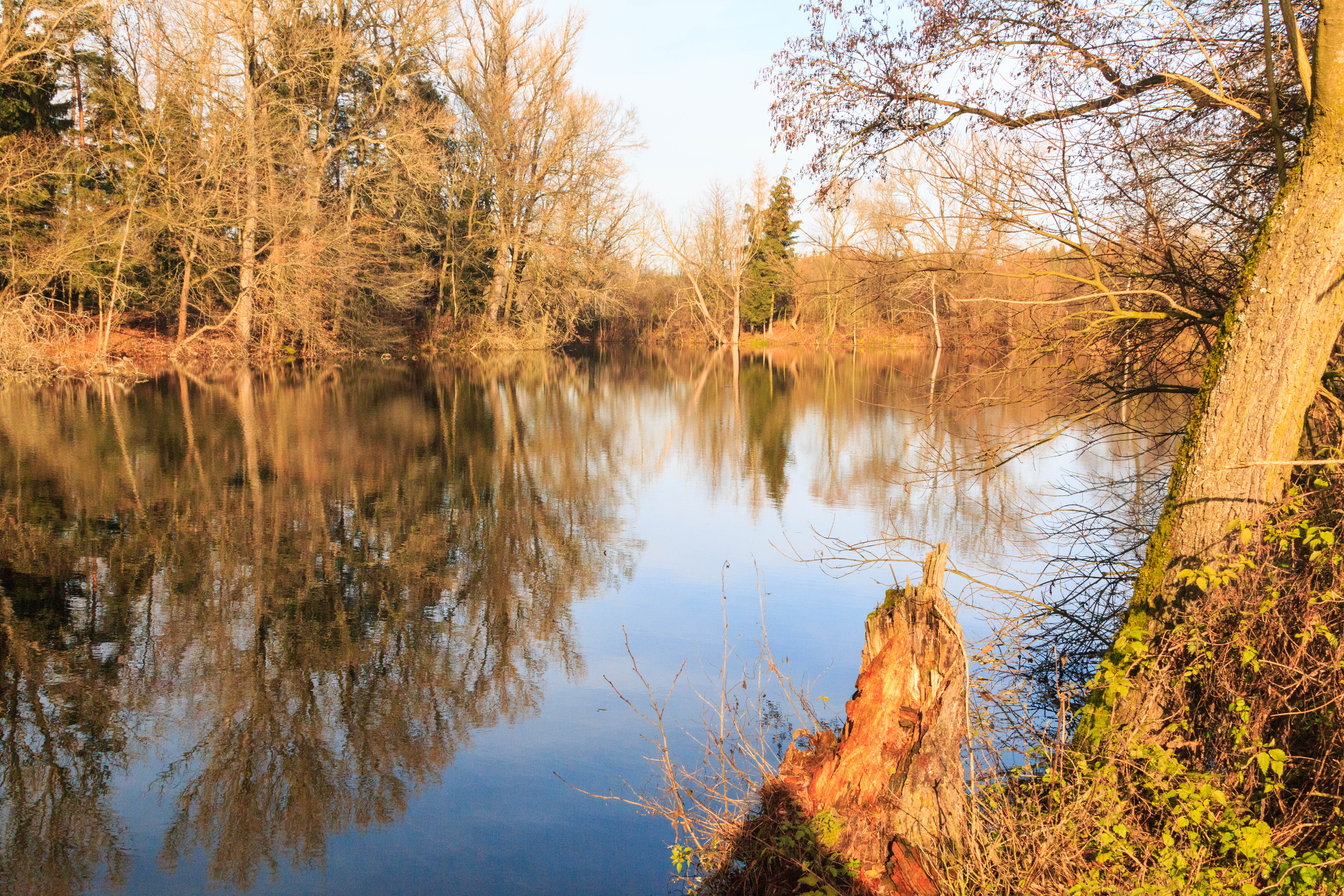
mrtvé rameno Polábek
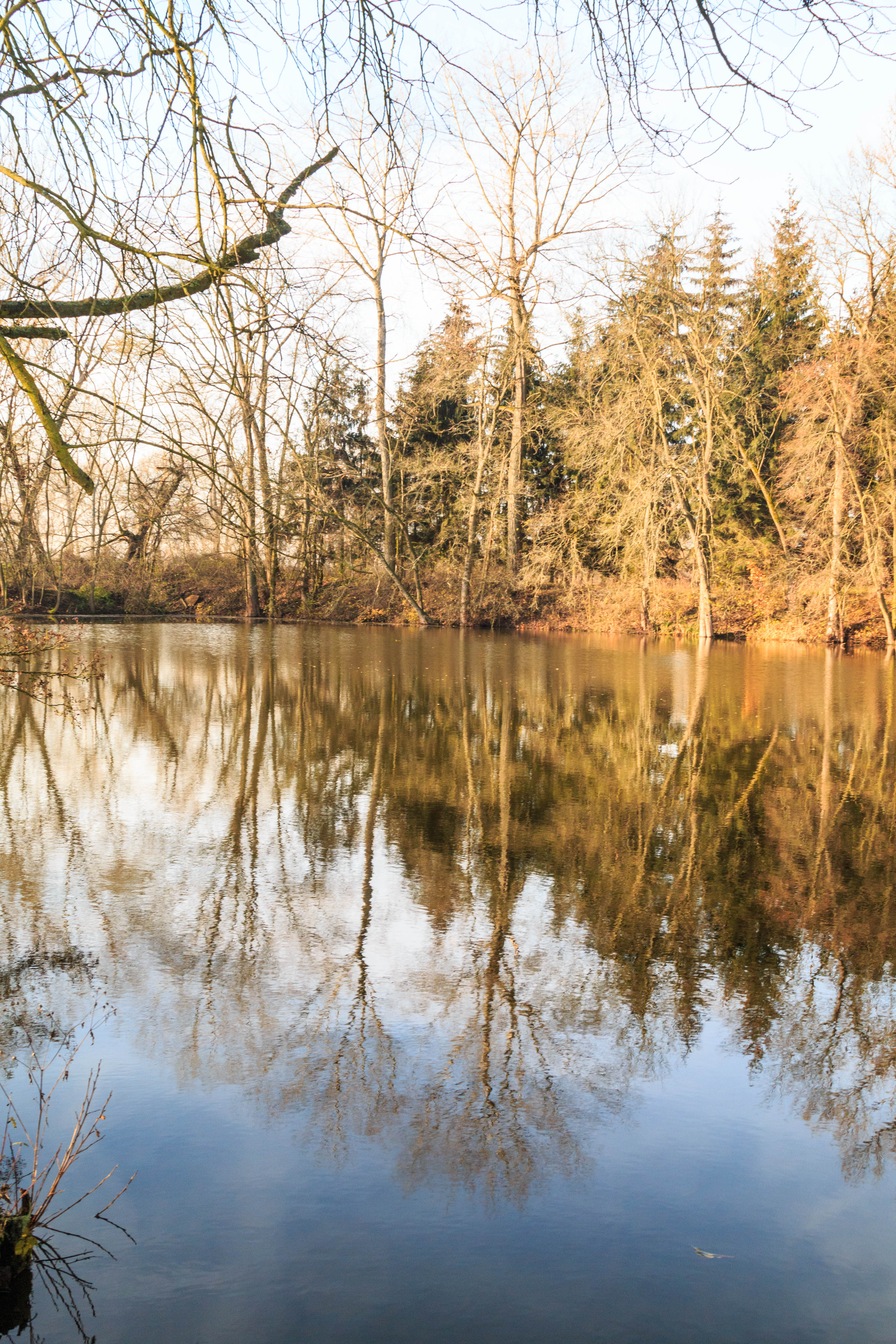
mrtvé rameno Polábek